# Incaspiza watkinsi
Incaspiza watkinsi là một loài chim trong họ Thraupidae. Chúng là loài đặc hữu của Peru.